# Jean-Marc Avocat
Jean-Marc Avocat, né le 18 septembre 1947 à Lyon, ville où il est mort le 4 octobre 2020,, est un acteur français.

## Biographie
Jean-Marc Avocat est mort le 4 octobre 2020 à l'hôpital de la Croix-Rousse à Lyon des suites d'un infarctus.

## Filmographie

### Cinéma
- 1974 : Verdict d'André Cayatte
- 1975 : Le Mâle du siècle de Claude Berri : Pascal
- 1979 : Le Matin du plus beau jour de Philippe Barbe
- 1981 : Allons z'enfants d'Yves Boisset
- 1985 : Blanche et Marie de Jacques Renard
- 1986 :
  - Paulette, la pauvre petite milliardaire de Claude Confortès
  - Lucky Ravi de Vincent Lombard
  - Zone rouge de Robert Enrico
- 1990 : Le Dénommé de Jean-Claude Dague : Rosenthal
- 1999 : La Peur du vide de Christian Sonderegger - court métrage -
- 2001 : Mon père, il m'a sauvé la vie de José Giovanni : l'homme au chapeau mou

### Télévision
- 1977-1986 : Cinéma 16 : 
  - 1977 : L'Amuseur de Bruno Gantillon : le beau-parleur
  - 1980 : Lundi  d'Edmond Séchan
  - 1981 : Le Pilon de James Thor : Pérard
  - 1982 : Le Wagon de Martin de Patrick Saglio : le docteur Lemercier
  - 1986 : Le Collier de velours de Jean Sagols
- 1980 :
  - La Sourde Oreille, téléfilm de  Michel Polac 
  - Simon, la royauté du vent, téléfilm de Paul Planchon
  - La Traque, téléfilm de Philippe Lefebvre : le brigadier à Feyzin
- 1985 : Le Rébus, téléfilm d'Alain Boudet : Birond
- 1986 : Le Cri de la chouette, téléfilm d'Yves-André Hubert : Marcel
- 1989 : Les Enquêtes de Sans Atout (série TV)
- 1993 : Un otage de trop, téléfilm de Philippe Galland
- 1994 : Les Yeux d'Hélène - épisode n° 1.3 : Günther
- 1995 : Le Retour d'Arsène Lupin - épisode : Le masque de Jade de Philippe Condroyer
- 1997 : L'Histoire du samedi - Les lauriers sont coupés de Michel Sibra : le prof de math
- 1998-1999 : Le Refuge : deux épisodes de Christian François - le médecin 
  - épisode 7 : L'enfant qui dérange  et épisode 8 La Finette
- 1999 : Le Frère irlandais, téléfilm de Robin Davis : le confrère de Vincentes
- 2002-2009 : Louis la Brocante
  - 2002 : épisode Louis et les gitans de Michel Favart - Jérôme Maréchal
  - 2009 : épisode Louis et les pots cassés de Pierre Sisser - Antoine Lenoir
- 2003 : La Maîtresse du corroyeur, téléfilm de Claude Grinberg : Leroy
- 2004 : Vive mon entreprise, téléfilm de Daniel Losset : l'inspecteur du travail
- 2007 : Chat bleu, chat noir - épisode : L'occupation : Président Daladier
- 2009 :
  - La Louve - épisode : Descente au 7ème cercle de Bruno Bontzolakis : Malebranche (1 épisode)
  - Kaamelott : Titus Nipius Glaucia (6 épisodes)
  - La Maîtresse du président, téléfilm de Jean-Pierre Sinapi : le chef de la sûreté
- 2012 :
  - Un crime oublié, téléfilm de Patrick Volson : Dr Papel
  - Le Sang des Artoux, téléfilm de Patrick Volson
- 2014 : Dérapage
- 2015 : Accusé - épisode : L'histoire de Sophie de Didier Bivel : le président du tribunal

## Théâtre
- Les Misérables de Paul Achard d'après Victor Hugo, mise en scène Jean Meyer, Théâtre des Célestins avec Jean Marais, Jean Meyer, Fernand Ledoux.
- Mon traître, tiré des livres Mon traître et Retour à Killybegs, de Sorj Chalandon, mise en scène par Emmanuel Meirieu.
- Phèdre, Andromaque et Bérénice de Jean Racine, Théâtre Les Ateliers (Lyon), 2007-2011 ; Jean-Marc Avocat met en scène et joue seul l'intégralité des rôles, finissant par enchaîner les performances au cours d'une même journée[3],[4].